# 昆明池障子

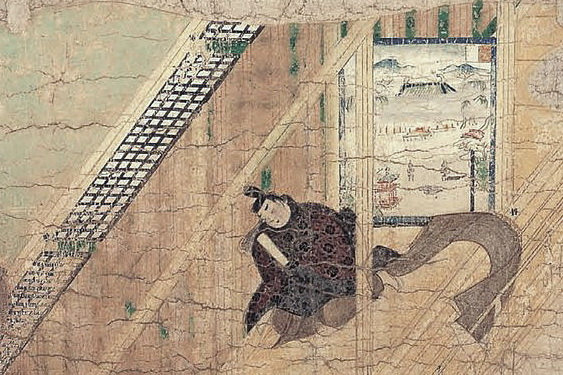
『伴大納言絵巻』に描かれた「昆明池障子」。絵巻なので弘廂の幅は短く描かれているが通常芯々で10尺前後である。

昆明池障子（こんめいちのしょうじ）とは、内裏清涼殿にあった衝立障子のこと。ただし「こんめいち」は本来「こめいち」と読むのが正しいという。

## 解説
昆明池障子は清涼殿東側の弘廂に置いていた衝立障子で、その位置は二間（ふたま）と上御局（うえのみつぼね）の境の前に、障子の面を南北に向けて立てていたが、里内裏によっては清涼殿とされた建物に上御局が無い場合があったので、その時は荒海障子のそばに2尺ほど離して置いたという（『禁秘抄』）。昆明池とは中国前漢の時代、武帝が水軍訓練のため長安の西に造った周囲40里の人工の池のことで、『伴大納言絵巻』にはこの障子が描かれており当時の図様のおおよそが知られる。
高さ6尺、横9尺、框の土台足ともに黒漆、縁唐錦、金物は金銅である。表面（南面）には昆明池の図、裏面（北面）には嵯峨野小鷹狩の図が描かれるが、それぞれの図中にはさらに色紙形を設け、昆明池の図には『漢書』の一節を記し、小鷹狩の図には「さがの野や　花の千種の　色鳥に　心をうつす　秋のかりびと」という和歌が記される。『古今著聞集』によれば嵯峨野小鷹狩の図は、大井川の辺りに住んで鷹狩を好んだ季綱少将（藤原季縄）のことを描いたものかという。